# Droga wojewódzka nr 418
Droga wojewódzka nr 418 (DW418) – droga wojewódzka o długości 6 km, leżąca na obszarze województwa opolskiego. Trasa ta łączy Reńską Wieś z  Kędzierzynem-Koźlem. Droga leży na terenie  powiatu kędzierzyńsko-koźielskiego. 

Z dniem 1 stycznia 2013 roku droga przestała być drogą wojewódzką. Obecnie prawa te ma już odzyskane.

## Miejscowości leżące przy trasie DW418
- Reńska Wieś (DK41)
- Kędzierzyn-Koźle (DW410) (DK40)